# Inayat Khan
El Hazrat Inayat Khan (en urdu: عنایت خان رحمت خان; Vadodara, 5 de julio de 1882 – Nueva Delhi, 5 de febrero de 1927) fue un profesor de musicología, cantante, intérprete del saraswati vina, poeta, y filósofo indio, además de musulmán sufí y fundador del movimiento «Sufismo Universal», quizá la primera tentativa de origen musulmán que se propuso dar a conocer a Occidente el pensamiento islámico e intentar la comprensión recíproca.
Llegó a Occidente desde el norte de la India como músico, animado por su maestro a armonizar Oriente y Occidente a través de su música, y pronto se dedicó a introducir y transmitir el pensamiento y las prácticas sufíes en Occidente. Su mensaje de unidad divina se centra en los temas de la unidad fundamental que subyace a los ideales de las grandes religiones, el amor, la armonía y la belleza. A instancias de sus alumnos, y basándose en su tradición sufí ancestral y en la cuádruple formación y autorización recibida de manos de Sayyid Abu Hashim Madani (m. 1907) de Hyderabad, estableció una orden sufí en Londres en 1914. A su muerte, en 1927, se habían establecido centros en toda Europa y Norteamérica, y se habían publicado múltiples volúmenes de sus enseñanzas.
Su mensaje universal de Unidad Divina, el Tawhid, era una prédica de amor, paz, armonía y libertad espirituales, que mostraba su habilidad distintiva y efectiva para transmitir el Sufismo a las audiencias occidentales de la época. También divulgó la música devota del Islam, a la que consideraba como el mejor camino para el desarrollo espiritual, añadiéndole además técnicas tradicionales de meditación.

## Biografía
Era descendiente de Sultan Fateh Ali Tipu (1750-1799), conocido como el Tigre de Mysore. Su abuelo, Maula Buksh, que fue famoso en su época como músico-poeta sufí de elevada espiritualidad, le enseñó los secretos del arte de la música devota, y tiempo después su éxito con los rajás y el público culto indio resultó extraordinario. Fue iniciado en la Orden Sufí de Khaja Moinudin Chishti por Seyed Mohammed Madani, quien lo alentó a dejar la India para visitar Occidente. Inayat Khan entonces visitó Estados Unidos en 1910, donde dio conferencias en las universidades de Columbia y Nueva York. 
Al principio, viajó por Occidente como un músico, pero después viajó como un maestro de Sufismo, visitando más de tres continentes. Eventualmente se casó con Ora Ray Baker, una estadounidense de Nuevo México, y los dos tuvieron cuatro hijos: Noor-un-Nisa (1913), Vilayat (1916), Hidayat (1917) y Khair-un-Nisa (1919). La familia se estableció en Suresnes, cerca de París.
Creó centros sufíes en América y Europa, y regresó a India a finales de 1926. Ahí escogió el lugar de su tumba, el complejo Nizamuddin Dargah, y murió poco después de su decisión, en 1927.

## Enseñanzas
A pesar de que Inayat Khan era un musulmán devoto y era observador de la ley religiosa del Islam (Sharia), también era consciente de los prejuicios europeos y estadounidenses contra el islam de su época. En consecuencia tomó la controvertida decisión de enseñar el sufismo sin concentrarse específicamente en su relación con el islam. En su autobiografía declara:

Entre las religiones existentes en el mundo el islam es la única que puede responder a la demanda de la vida occidental, pero debido a razones políticas ha existido un prejuicio contra el islam en Occidente por mucho tiempo. Además, los misioneros cristianos, sabiendo que el islam es la única religión que puede suceder su fe, han hecho todo lo posible para prejuiciar a las mentes de la gente occidental en su contra. En consecuencia es poco probable que el islam sea aceptado en Occidente. Sin embargo, aquellos que buscan ideales religiosos tienen cierta consideración por las religiones de Oriente y aquellos que buscan la verdad muestran un deseo de investigar el pensamiento oriental

Debido a su herencia sufí y la espiritualidad filosófica Vedānta/Shankara, Inayat Khan continuó con la enraizada tradición india de tener a la espiritualidad sobre el credo y la noción india de la tolerancia religiosa, inspiradas en buena medida en la tradición mogola en la que los creyentes, especialmente los hindúes y los musulmanes, podían vencer sus diferencias en pos de lograr la unidad espiritual.
Su encubrimiento decisivo del Islam en sus enseñanzas llevó a muchos occidentales a asumir que el islam y el Sufismo no guardan relación entre sí, a pesar de que sus seguidores continúan practicando las tradicionales invocaciones islámicas de Dios (Dhikr) en el árabe original, como se halla en el Corán y las Tradiciones proféticas (Hadiz). Existe un precedente histórico de ciertos maestros Chishti (y de otras órdenes) que no requerían que sus fieles no musulmanes se convirtieran al islam. No obstante, el número de los sufís no musulmanes antes del siglo XX es relativamente reducido.